# Alphagene
Alphagene ist das erste Soloalbum des Rappers Kollegah. Es erschien am 16. November 2007 über das Independent-Label Selfmade Records und wurde zu einem Großteil von dem Hip-Hop-Musiker Rizbo produziert. Alphagene ist der erste Tonträger, mit dem Kollegah in die deutschen Album-Charts einsteigen konnte.

## Entstehung

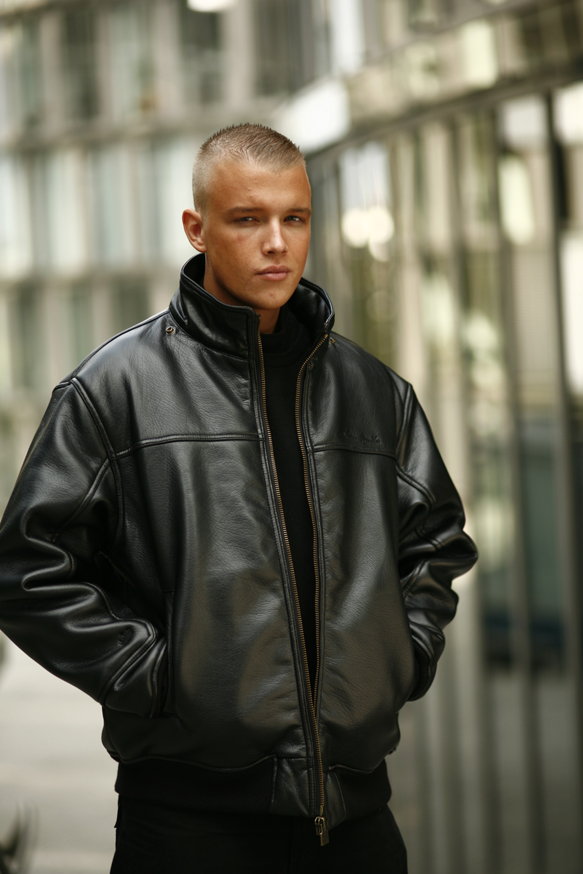
Kollegah beim Fotoshooting im September 2007

Nachdem im Juni 2006 Kollegahs „Streetalbum“ Boss der Bosse erschienen war, begann der Rapper mit den Arbeiten an seinem ersten Soloalbum. Diese dauerten insgesamt neun Monate. Sechs Monate, während derer er kaum Kontakt zu seiner Familie und seinen Freunden hatte, arbeitete Kollegah intensiv an Alphagene. Während der Rapper früher seine Texte im Voraus geschrieben und sie im Anschluss an die Beats angepasst hatte, schrieb er die Texte zu den Stücken auf Alphagene auf Beats, um somit auch den Flow besser anpassen zu können. In einem Interview gab Kollegah an, dass er sich für sein Debütalbum erstmals Songstrukturen überlegt hat und dass jedes Lied bis „ins Detail ausgefeilt“ ist.
Das Album sollte ursprünglich im September 2007 veröffentlicht werden, wurde jedoch aufgrund eines Strafprozesses gegen Kollegah auf den 16. November verschoben. Der Grund für den Prozess lag darin, dass der Rapper Anfang 2007 bei einer Ausweiskontrolle an einem Bahnhof mit Kokain und Amphetamin erwischt worden war. Aufgrund der überschaubaren Menge wurden die Drogen als Eigenbedarf gewertet. Kollegah wurde zu einer Geldstrafe und 300 Sozialstunden verurteilt. Dadurch hatte der Rapper keine Zeit, an seinem Album zu arbeiten.

Logo des Rappers

Kollegah bezeichnet Alphagene als „das beste Album der Deutschrapgeschichte“. In einem Interview gab der Hip-Hop-Musiker an, langfristig der erfolgreichste Rapper werden zu wollen. Durch seine Aussagen und Haltungen seiner eigenen Arbeit gegenüber polarisiert der Rapper die Hip-Hop-Szene und wird häufig als arrogant kritisiert.

„Ich schenke dem Volk mit „Alphagene“ endlich wieder gute deutsche Rapmusik in Verbindung mit einem Lebensgefühl. Ich lebe ihnen auf dem Album den erhabenen, bosshaften Kollegah-Lifestyle vor und biete somit auch vor allem der perspektivlosen Jugend etwas zum Festhalten, zum daran Orientieren. Auf dass sie mit mehr Selbstbewusstsein und Coolness durch das Leben schreiten mögen, um so in allen Bereichen des täglichen Lebens erfolgreicher zu sein. Es geht hier also nicht nur um Musik, nein, es geht um ein neues Lebensgefühl.“

## Titelliste
| #  | Titel                       | Gastmusiker             | Produzent        | Länge |
| -- | --------------------------- | ----------------------- | ---------------- | ----- |
| 1  | Intro                       |                         | Rizbo            | 2:31  |
| 2  | Veni, Vidi, Vici            |                         | SixJune          | 2:25  |
| 3  | Alphagene                   |                         | JAW              | 3:23  |
| 4  | Showtime III                |                         | Rizbo            | 4:34  |
| 5  | 24/7                        | Sahin                   | JAW              | 3:55  |
| 6  | Kuck auf die Goldkette 2007 |                         | Rizbo            | 3:51  |
| 7  | Endlevel                    | DeineLtan               | Rizbo            | 4:34  |
| 8  | Dealer (Prelude)            |                         | JAW              | 0:59  |
| 9  | Vom Dealer zum Star         |                         | Rizbo & Kollegah | 3:51  |
| 10 | Star (Afterlude)            |                         | Vizir            | 2:29  |
| 11 | Der Boss hängt voll Gold    |                         | Rizbo            | 4:06  |
| 12 | Sie hassen uns              | Toony                   | Rizbo            | 3:52  |
| 13 | Alles was ich hab           |                         | Rizbo            | 3:47  |
| 14 | Selfmade Endbosse           | Favorite                | Nace & Shalla    | 4:28  |
| 15 | Machomannstyle              | Bass Sultan Hengzt      | JAW              | 3:57  |
| 16 | Legenden                    | K.I.Z                   | Rizbo            | 3:41  |
| 17 | Der Einzelkämpfer           |                         | Vizir            | 3:13  |
| 18 | Ein Junge weint hier nicht  | Slick One & Tarek K.I.Z | Rizbo            | 4:25  |
| 19 | Pokerfacekönig              |                         | Jimmy Ledrac     | 4:15  |
| 20 | Outro                       |                         | JAW              | 3:46  |

## Produktion

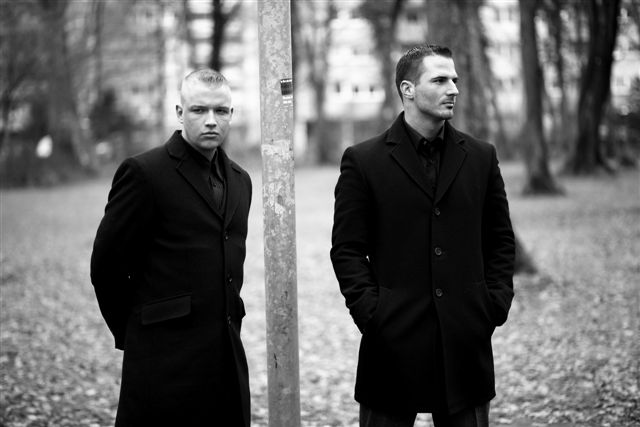
Kollegah und Slick One beim Videodreh zur Single Ein Junge weint hier nicht

An der Produktion von Alphagene waren sechs Produzenten beteiligt. Der Hauptproduzent des Albums ist Rizbo, welcher bei Selfmade Records als „Inhouse-Produzent“ tätig ist. Dieser produzierte die Musikstücke Intro, Showtime III, Kuck auf die Goldkette 2007, Endlevel, Vom Dealer zum Star, Der Boss hängt voll Gold, Sie hassen uns, Alles was ich hab, Legenden und Ein Junge weint hier nicht. Fünf Lieder des Albums wurden von dem Hip-Hop-Musiker JAW produziert. Seine Beats sind den Stücken Alphagene, 24/7, Dealer (Prelude), Machomannstyle und Outro zuzuordnen. Six June produzierte das Lied Veni, Vidi, Vici und Nace & Shalla das Favorite featurenden Musikstück Selfmade Endbosse. Zwei Lieder wurden von Vizir produziert. Seine Produktionen sind auf den Stücken Star (Afterlude) und Der Einzelkämpfer zu hören. Das Lied Pokerfacekönig wurde von dem schwedischen Produzenten Jimmy Ledrac produziert.

## Gastbeiträge

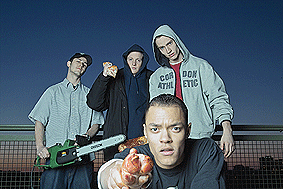
Die Berliner Rapgruppe K.I.Z

Das Album beinhaltet Gastbeiträge, sogenannte Features, von insgesamt zehn Künstlern. Im Lied Endlevel ist das Berliner Rap-Quartett DeineLtan vertreten. Kollegah war bereits 2006 auf deren Album Kopfschuss vertreten. Kollegahs Labelkollege Favorite nahm mit dem Rapper zusammen das Stück Selfmade Endbosse auf. Als weiteres Mitglied von Selfmade Records tritt Slick One, welcher der Gründer des Labels ist, auf dem Lied Ein Junge weint hier nicht auf. Des Weiteren entstand mit der Berliner Rapformation K.I.Z das Lied Legenden. K.I.Z-Mitglied Tarek singt außerdem den Refrain des Musikstücks Ein Junge weint hier nicht. Kollegah lernte die Gruppe Anfang 2007 auf der gemeinsamen !DonnerwetteR!-Tour kennen.
Die Zusammenarbeit mit dem Rapper Bass Sultan Hengzt gelang erst kurz vor der Veröffentlichung. Aufgrund der Ungewissheit über die Erscheinung des gemeinsamen Lieds auf dem Album wurde das Stück Machomannstyle zeitweise von der Titelliste entfernt. Toony, welcher in dem Lied Sie hassen uns mitwirkte, ist ein Freund von Kollegah. Das schon weit im Vorhinein aufgenommene Stück erhielt in Kollegahs Umfeld so positive Resonanz, dass man sich dazu entschloss, es in das Album aufzunehmen. Zu einem nicht zustande gekommenen Lied mit dem Labelkollegen Shiml äußerte sich Kollegah in einem Interview wie folgt: „Ich wollte nicht zu viele Features draufhaben, und da wir gerade den Labelsampler Chronik 1 rausbrachten und Shiml auf meinem letzten Mixtape gefeaturet war, beschlossen wir, auf meinem Album kein Feature zu machen. Zudem ist Shiml gerade dabei, sein nächstes Album aufzunehmen und somit ohnehin zeitlich sehr eingeschränkt. In Zukunft wird es aber weitere Shiml Features geben, so viel steht fest.“

## Illustration
Auf dem Cover sitzt Kollegah vor einem schwarzen Hintergrund auf einem Thron. In der rechten Hand hält er eine Pistole und der linken Hand Kokain. Die Rückenlehne des Throns hat die Form eines Ahornblatts. Dieses nutzt der Rapper ebenfalls in seinem Logo und spielt damit auf seine kanadischen Wurzeln an. Die Armlehnen münden am vorderen Ende in Dobermannköpfe, welche Bezug auf das Cover der ersten Veröffentlichung Zuhältertape (X-Mas Edition) nehmen. Das Booklet ist mit einer Heißfolienprägung ausgestattet und beinhaltet auf acht Seiten alle Sololiedertexte des Albums.

## Vermarktung

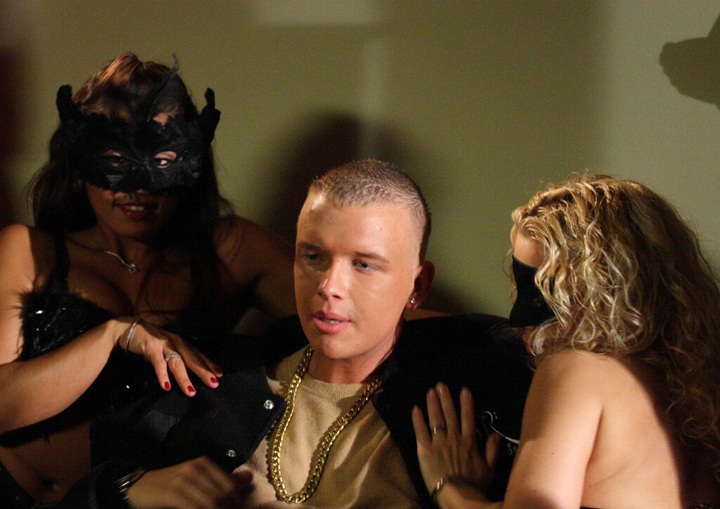
Kollegah beim Videodreh zur Single Kuck auf die Goldkette 2007

Zu Vermarktungszwecken wurde am 14. Oktober das Lied Veni, Vidi, Vici vom Album kostenlos zum Herunterladen aus dem Internet freigegeben. Am 11. November folgten dann die Musikstücke Outro sowie ein Remix des Lieds Legenden. Diese beiden Lieder können auf Kollegahs offizieller Myspace-Seite in voller Länge angehört werden.
Das erste Video entstand zum Lied Kuck auf die Goldkette 2007. Gedreht wurde im Indira Saunaclub in Leverkusen, im Poker Kartell in Düsseldorf sowie in einem Autohaus. Der Schauspieler Mirco Reseg sowie Kollegahs Labelkollege Favorite haben im Video Gastauftritte bei MTV Overdrive. Am 23. Oktober 2007 war das Video in der MTV-Show Urban TRL wählbar und konnte dort in den folgenden Wochen mehrere Male Platz 1 der TRL Most Wanted-Charts erreichen. Das zweite Video zum Lied Ein Junge weint hier nicht mit Slick One und Tarek von K.I.Z erschien am 14. Dezember 2007. Gedreht wurde es in einem Stadtviertel in Köln-Bocklemünd.

## Rezeption

### Kontroverse
Aufgrund der Textpassage „…hoffnungsloser Lage sind, wie Kosovo-Albanien…“ im Lied Outro erhielt Kollegah zahlreiche Mails von albanischen Mitbürgern, die sich durch diesen Vergleich beleidigt fühlten. In einer offiziellen Stellungnahme erklärte er, wie der Vergleich zu verstehen sei.

„[…] Mit dem Vergleich "hoffnungslose Lage wie Kosovo Albanien" mache ich lediglich auf die Mißstände dort unten aufmerksam. Diese arme Region ist durch Kriege gebeutelt und heute von hoher Arbeitslosigkeit, Korruption, Gewalt und Kriminalität geprägt. Der zukünftige Status des derzeit von der UN verwalteten Kosovo ist ungewiss. Für den Großteil der dort lebenden Menschen erscheint die Lage nun einmal hoffnungslos. Daher zog ich das Kosovo als Vergleich heran, als eine Region in hoffnungsloser Lage. Die Zeile ist daher in keiner Weise als Beleidigung gegen Albaner zu verstehen […]“

### Kritik
| Professionelle Bewertungen | Professionelle Bewertungen |
| -------------------------- | -------------------------- |
| Kritiken                   |                            |
| Quelle                     | Bewertung                  |
| Juice                      | [ 8 ]                      |
| Backspin                   | [ 9 ]                      |
| Laut.de                    | [ 10 ]                     |
| 16bars.de                  | [ 11 ]                     |

Die Bewertungen zu Alphagene fielen durchweg positiv aus. So vergab die Internetseite Laut.de dem Album fünf Bewertungspunkte. Dies ist die höchste Wertung, die im Bewertungssystem der Seite möglich ist. In der von Philipp Gässlein verfassten Rezension wurde hervorgehoben, dass das Album atmosphärisch rund ist, dass Kollegah eine große Variation an Flows aufbietet und dass die Technik des Rappers „neue Maßstäbe im deutschen Rap“ setzt.

„Die Wortspiele sind abgedreht wie Hollywoodfilme, intelligenter, verspielter als es die Backpacklegenden aus Hamburg und München je zustande brachten. Kollegah zeigt sich nicht nur witzig, sondern gewitzt, und seine Punchlinedichte raubt mir den Atem. Jeder Track, und sei die Hookline auch noch so nervig, der Beat auch noch so unerträglich in beatunterlegten Eurodance-Gefilden verloren, verdient es, bis zum Erbrechen abgespielt zu werden. Und Mal für Mal gibt er mehr lyrische Finessen preis. Hanebüchene Metaphern folgen einander Schlag auf Schlag und zwingen den Hörer zur permanenten Höchstkonzentration. Ja, ich bin begeistert wie Exorzismuspatienten.“

Im Gegensatz zu Gässlein sind die Autoren der Seite 16bars.de der Ansicht, dass das „Soundbild überzeugend [ist] und überwiegend mit atmosphärischen und einfallsreichen Beats“ besticht. Aufgrund der intelligenten Wortspiele und Kollegahs Begabung für „akzentuierte Doubletimepassagen“ erhielt Alphagene fünf von möglichen sechs Bewertungspunkte der Internetseite:

„Mit "Alphagene" hat Kollegah eines der besten Deutschrapalben des Jahres hingelegt, das in allen Belangen den Erwartungen gerecht wird. Der "Boss" agiert technisch sowie lyrisch auf höchstem Niveau und besticht auf dem Album mit einem schier unerschöpflichen Maß an unterhaltsamen und lustigen Punchlines, die dafür sorgen, dass Alphagene nie in Gefahr gerät den Hörer zu langweilen. Vielmehr wird man jederzeit bestens unterhalten und macht auch nach mehrmaligem Hören immer noch neue Entdeckungen.“

Das Hip-Hop-Magazin Juice bewertete Alphagene mit vier von möglichen sechs „Kronen“ und attestierte dem Rapper ein „überdurchschnittliches Gespür für Sprache und deren Vortrag“:

„Lediglich die mitunter ein wenig arg sterilen Beats sowie einige komplett verkackte Gesangshooks trüben das Gesamtbild doch beträchtlich und lassen Spielraum für weitere Entwicklung. Ansonsten aber ist Alphagene ein würdiges Debüt eines extrem talentierten Rappers, das die rasante Entwicklung der letzten drei Jahre souverän und unterhaltsam auf den Punkt bringt. Guter Job.“

## Kommerzieller Erfolg

### Chartplatzierungen
Alphagene konnte sich eine Woche in den deutschen Albumcharts platzieren und erreichte dabei in der ersten Verkaufswoche Rang 51. Es avancierte zu Kollegahs erstem Chartalbum in Deutschland.
| ChartsChartplatzierungen | Höchstplatzierung | Wochen |
| ------------------------ | ----------------- | ------ |
| Deutschland (GfK)        | 51 (1 Wo.)        | 1      |

### Auszeichnungen für Musikverkäufe
Alphagene verkaufte sich europaweit mehr als 20.000 Mal.
| Land/Region     | Auszeichnungen für Musikverkäufe (Land/Region, Auszeichnung, Verkäufe) | Verkäufe |
| --------------- | ---------------------------------------------------------------------- | -------- |
| Europa (Impala) | Silber                                                                 | 20.000   |
| Insgesamt       | 1× Silber ·                                                            | 20.000   |